# Ектор Рейносо
Ектор Рейносо (ісп. Héctor Reynoso, нар. 3 жовтня 1980, Мехіко) — мексиканський футболіст, що грав на позиції захисника, зокрема за «Гвадалахару» та національну збірну Мексики.

## Клубна кар'єра
Народився 3 жовтня 1980 року в Мехіко. Вихованець футбольної школи «Гвадалахари». Дорослу футбольну кар'єру розпочав 2001 року в основній команді того ж клубу, в якій провів тринадцять сезонів, взявши участь у 368 матчах чемпіонату.  Більшість часу, проведеного у складі «Гвадалахари», був основним гравцем захисту команди.
Протягом частини 2014 року захищав на правах оренди кольори клубу «Монаркас», а пізніше того ж року став гравцем команди «Універсідад де Гвадалахара», за яку виступав до завершення ігрової кар'єри у 2016 році.

## Виступи за збірні
1999 року залучався до складу молодіжної збірної Мексики. На молодіжному рівні зіграв у 2 офіційних матчах.
2011 року дебютував в офіційних матчах у складі національної збірної Мексики.
Того ж 2011 року у складі збірної був учасником розіграшу Кубка Америки в Аргентині, де мексиканці виступали як запрошена команди, а також розіграшу Золотого кубка КОНКАКАФ у США, здобувши того року титул континентального чемпіона.
Загалом протягом однорічної кар'єри в національній команді провів у її формі 4 матчі.